# Emmanuel Mouret
Emmanuel Mouret (Marsella, 30 de juny de 1970) és un actor i director de cinema francès

## Biografia

### Joventut i estudis
Emmanuel Mouret prové d'una família de Marsella; el seu avi dirigia una orfebreria religiosa, i el seu pare és un expert i comerciant d'art.
Estudiant mitjà del Lycée Thiers, va aprovar un batxillerat científic, va fer un curtmetratge als 19 anys, va estudiar teatre a París durant quatre anys i va obtenir un diploma l'any 1998 de La Fémis a la "secció realització". La seva pel·lícula de graduació Promène-toi donc tout nu ! fou estrenada als cinemes el 1999.

### Carrera professional
Igual que Sacha Guitry i Woody Allen, el cineasta sovint interpreta el paper principal a les seves pel·lícules, interpretant un jove sincer i incòmode. Cada cop, signa el guió.
Va escriure i dirigir el seu primer llargmetratge l'any 2000, Laissons Lucie faire !, que va protagonitzar i dirigir Marie Gillain. El va seguir quatre anys més tard amb el seu segon llargmetratge, Vénus et Fleur, protagonitzat per dues actrius desconegudes en els papers principals. La pel·lícula va ser seleccionada per a la Quinzena de Cineastes el 2004 a Canes.
El mateix passa amb Changement d'adresse, que es va estrenar l'any 2006. Va oferir el seu primer paper al cinema a Frédérique Bel, qui també va fer el paper antagonista. L'actriu es va convertir en la seva "musa" i apareixeria en altres quatre de les seves pel·lícules.
Ella el segueix per a una segona comèdia agredolça, Un baiser, s'il vous plaît !, la seva quarta pel·lícula, on interpreta el paper masculí principal, envoltat d'un gran repartiment que inclou Virginie Ledoyen i Julie. Gayet.
L'any 2008, com a actor, es va deixar dirigir per Claire Simon per a la pel·lícula francobelga, Les Bureaux de Dieu, on va fer un paper secundari, dins d'un càsting "francès".
Va tornar l'any 2009 amb la seva cinquena pel·lícula, Fais-moi plaisir !, una nova comèdia amb una àmplia distribució: es va retrobar per tercera vegada amb Frédérique Bel però també va dirigir Judith Godrèche i Déborah François.
A la tardor de 2010, Emmanuel Mouret va rodar el seu sisè llargmetratge, L'Art d'aimer, que es va estrenar el 2011. Aquesta pel·lícula coral li permet retrobar-se amb tots els seus actors preferits, inclòs Bel. Per primera vegada, no fa el paper principal masculí, sinó que el confia a François Cluzet. Aquest llargmetratge també sembla completar una trilogia.
Així, a finals del 2013, va passar al drama per primera vegada pel seu setè llargmetratge, Une autre vie, però no es va allunyar del romanç, formant a triangle amorós entre Jasmine Trinca, JoeyStarr i Virginie Ledoyen (aquesta última la troba després de Un baiser, s'il vous plaît !).
El 2015, va tornar a la comèdia de costums i al paper principal masculí per Caprice. Aquesta vegada s'envolta d'Anaïs Demoustier en el paper principal, Virginie Efira en el paper principal femení i Laurent Stocker de la Comédie-Française en el paper de millor amic de l'heroi. La pel·lícula va ser premiada al Festival de Cinema de Cabourg de 2015 amb un Swann d’Or a la millor pel·lícula.
El 2018 es va estrenar el seu novè llargmetratge, 'Mademoiselle de Joncquières, pel qual va rebre una nominació al César a la millor adaptació. La pel·lícula va ser nominada sis vegades als César 2019 i va rebre el César al millor vestuari.
A principis de febrer de 2021, Emmanuel Mouret va rebre el 31st premi dels oients de Le Masque et la Plume de France Inter per la seva pel·lícula Les coses que diem, les coses que fem.
Crònica d'un amor efímer, fou presentada fora de competició al 75è Festival Internacional de Cinema de Canes, i es va estrenar la tardor del 2022.

## Filmografia

### Director

#### Curtmetratges
- 1996 : Montre-moi !
- 1997 : Il n'y a pas de mal
- 1998 : Caresse
- 1999 : Promène-toi donc tout nu !
- 2016 : Aucun regret
- 2017 : Tout le monde a raison
- 2019 : Le consentement
- 2019 : Un zombie dans mon lit}}

#### Llargmetratges
- 2000 : Laissons Lucie faire !
- 2004 : Vénus et Fleur
- 2006 : Changement d'adresse
- 2007 : Un baiser, s'il vous plaît !
- 2009 : Fais-moi plaisir !
- 2011 : L'Art d'aimer
- 2013 : Une autre vie
- 2015 : Caprice
- 2018 : Mademoiselle de Joncquières
- 2020 : Les coses que diem, les coses que fem
- 2022 : Crònica d'un amor efímer
- 2024 : Trois Amies

### Actor
- 1998 : Caresse
- 1999 : Promène-toi donc tout nu ! : Clément
- 2000 : Laissons Lucie faire ! : Lucien
- 2004 : Vénus et Fleur : l’home de la perruca
- 2006 : Changement d'adresse : David
- 2007 : Un baiser, s'il vous plaît ! : Nicolas
- 2008 : Les Bureaux de Dieu de Claire Simon : Pierre
- 2009 : Fais-moi plaisir ! : Jean-Jacques
- 2011 : L'Art d'aimer : Louis
- 2015 : Caprice : Clément

## Distincions
| Premi         | Categorie                      | Pel·lícula                            | Nominació/Distinció |
| ------------- | ------------------------------ | ------------------------------------- | ------------------- |
| Cèsar 2019    | César a la millor adaptació    | Mademoiselle de Joncquières           | Nominat             |
| Lumières 2021 | Lumière a la millor pel·lícula | Les coses que diem, les coses que fem | Guanyador           |
| César 2021    | César al millor guió original  | Les coses que diem, les coses que fem | Nominat             |
| César 2021    | César a la millor direcció     | Les coses que diem, les coses que fem | Nominat             |
| César 2021    | César a la millor pel·lícula   | Les coses que diem, les coses que fem | Nominat             |

### Condecoracions
- Oficial de l'Orde de les Arts i les Lletres - LiVv ser ascendit al grau d'oficial el 23 de març de 2017.[12]